# Goaljan
Goaljan é uma vila no distrito de Murshidabad, no estado indiano de Bengala Ocidental.

## Demografia
Segundo o censo de 2001, Goaljan tinha uma população de 5001 habitantes. Os indivíduos do sexo masculino constituem 51% da população e os do sexo feminino 49%. Goaljan tem uma taxa de literacia de 76%, superior à média nacional de 59,5%: a literacia no sexo masculino é de 80% e no sexo feminino é de 72%. Em Goaljan, 11% da população está abaixo dos 6 anos de idade.